# Kovačići (Kalinovik, BiH)
Kovačići su naseljeno mjesto u sastavu općine Kalinovik, Republika Srpska, BiH.

## Povijest
Kovačići su dio Donjeg Borča. U Kovačićima je postojala hrvatska katolička zajednica koja je imala ovdje svoja imanja. Katolici su u Borču u crkvenim zabilješkama registrirani i polovicom 19. stoljeća, a Humljaci s 20. stoljeća dosta su naselili po gornjim predjelima nevesinjskog kotara, a posebice po Borču. Tada su sela Donjeg Borča pripadala uloškoj općini. Kovačići pripadaju sjevernom dijelu nevesinjske župe Uznesenja Blažene Djevice Marije, u predjelu zvanom Donji Borač, u kojem je nekad bio bio veći broj Hrvata katolika. Nakon austro-ugarskog zaposjedanja 1878. doselili su novi katolici. Prije zaposjedanja također je bilo katolika. Muslimani nezadovoljni novim uvjetima odseljavali su u Tursku, a imanja i zemlju prodavali. Biskup Buconjić to je uočio te otkupljivao zemlju, a nagovarao ljude iz prenapučenih krajeva svoje biskupije neka dosele u ovaj kraj. Muslimani su osobito prodavali zemlju katolicima iz Donje Hercegovine. ovaj kotar Katolici s područja Borča (Klinja, Ulog, Cerova, Baketa, Boljuni, Obadi, Obalj, Tomišlja, Kladovo Polje, Jablanići, Kovačići, Milarevo...) htjeli su sagraditi 1913. crkvu za ovaj dio nevesinjske župe, ali prvi svjetski rat odgodio je gradnju u Klinji, a poslije prvoga svjetskog rata novi jugoslavenski režim priječio je i na kraju zabranio gradnju crkve.
Rastuća katolička zajednica u Borču bila je toliko narasla da su bez obzira na nepovoljne prilike za katolički puk između dvaju svjetskih ratova 24. siječnja 1929. godine ovdašnji katolici zatražili i utemeljenje zasebne župe u koju bi se ušla sva naselja Borča. Na kraju je crkva sagrađena u Ulogu 1937. godine.
Drugi svjetski rat bio je vrlo tegobno razdoblje za Hrvate nevesinjskog kraja. Mnogi su otišli, već 1941. planištarima je opao broj, a kobne 1942. slijedi krvavo opadanje i propadanje. Već od siječnja četnički pohodi okrvavili su Neretvu, u koje su četnici u prvom pohodu bacali ljude, žene i djecu, ubijene i žive koje su onda s obale puškom gađali. Preživjele su spasili muslimani kroz čija ih je sela Neretva nosila. Zbog višekratnog četničkoga koljačkog pohoda nevesinjska župa izgubila je oko 300 članova. 
Godina 1942. bila je osobito teška za kovačićke katolike, kad su ubijene i nestale 2 osobe prezimena Šutalo. Dosta preživjelih se 1946. godine vratilo na svoja imanja, no snažni pritisci učinili su da su napustili svoju djedovinu i raselili se diljem svijeta.
U poraću je tako val iseljavanja zahvatio čitav ovaj kraj, no odseljenici su održavali cijelo vrijeme vezu s rodnim krajem.

## Znamenitosti
Odmah ponad sela je nekropola s 15 stećaka (14 sanduka i 1 sljemenjak).

## Stanovništvo
| Obalj         |             |             |             |       |
| godina popisa | 1991.       | 1981.       | 1971.       | 1961. |
| Hrvati        |             |             |             |       |
| Srbi          | 12 (92,31%) | 33 (100,0   | 51 (100,0%) | 70    |
| Muslimani     |             |             |             |       |
| ostali        | 1 (7,692%   |             |             |       |
| ukupno        | 13 (100,0%) | 33 (100,0%) | 51 (100,0%  | 70    |